# Kiskacsa úszik a Tiszán
A Kiskacsa úszik a Tiszán  (ukránul: Пливе кача по Тисині, Plive kacsa po tiszini) egy ukrán népdal és panaszének Kárpátaljáról. A dal azután vált ismertté, hogy a Euromajdan tüntetéssorozat áldozatainak emlékére rendezett gyászmisén felcsendült a dal mint rekviem.

## Tartalom
A dal eredetije egy 19. század közepi kárpátaljai népdal, amely egy fiatal nő sorsáról és haláláról szólt, aki nem akart férjhez menni olyasvalakihez, akit nem szeretett, ezzel az anyja akarata ellen fordult. A 20. század végére az ukrán néphagyomány részévé vált, amelynek során a szöveget módosították. Ebben a változatban egy fiatal katona sorsa a fő téma, aki háborúba indul. 
A folklorista Ivan Khlanta szerint a dal először az 1940-es években került felvételre Zádor Dezső komponista és folklorista által a kárpátaljai Volóc faluban. Ez a dal gyűjteményben a Kárpátalja rutén népének népdalai címmel 1944-ben jelent meg Ungváron.
A szerző, Vasyly Sokil filológus kiemelte a dal irodalmi történetét. A dal alapja a néphagyományból származik, majd a kárpátaljai író és fordító, Vasyly Hrendscha-Donskyj jelentős mértékben átdolgozta a szöveget. A második világháború és a fegyveres harcok idején, az 1950-es években a dal az Ukrán Feltámadási Hadsereg katonáinak repertoárjához tartozott.

## Közismert előadások, kiadások
Az ének először az 1960-as években hangzott el szakmai előadó által, a Kárpátaljai Népi Kórus szólistájától, Vira Bahanyicstől. 1972-ben a Мелодія (Melodija - „Melódia”) lemezkiadónál jelentette meg vinillemezen.
Az évek során különböző előadók adták elő az éneket. Az Lvivből származó Ватра („Tűz”) együttes 1986-ban vette fel a repertoárjába, először Oksana Bilosir szólóelőadásában, majd később Viktor Morozovval duettben. 1988-ban a kanadai–ukrán Черемшина (Cseremsinai) együttes adta ki Cheremshyna (3. kötet) című albumát, amelyen a kárpátaljai népi kórus eredeti változatát egyszerű énekkel egészítették ki, amely „megérintette a hallgatók szívét, és segített nekik megérteni egy anya fájdalmát, aki elvesztette szeretett fiát”.
2000-ben az ének az Наші партизани („Mi partizánjaink”) című közös album része volt Tarasz Csubaj, a Плач Єремії (Jeremiás siratás) és a Скрябін (Skriabin) együttesekkel. Azonban az ének igazán csak 2002-ben vált ismertté, amikor a Піккардійська Терція (Pikardiai trió) együttes a Ельдорадо („Eldorádó”) albumán adta ki.
A Піккардійська Терція mellett más előadók előadásai, különösen kórusoké, további figyelmet kaptak. Az ukrán rock- és metalzenében az ének gyakran hallható az Lutomysl (Лютомисл) instrumentális verziójában. A dán neo-folk zenei projekt, a Die weisse Rose (Fehér rózsa) 2015-ös kijevi koncertjén is előadta az éneket, és felvette az élő albumára, a White Roses In Bloom In Kyiv-ra. Az éneket azóta is számos előadó bemutatta, különösen 2014 után.
A dal emellett szerepelt a 2012-es ukrán dokumentumfilm, a Срібна Земля. Хроніка Карпатської України 1919–1939 („Ezüst Föld. A Kárpátalja-Ukrajna Krónikája 1919-1939“) zenéjében is.

## Az esemény jelentősége a Jevromajdan alatt és után
A  Jevromajdan áldozatainak első megemlékezési szertartása során, amelyet a kijevi Függetlenség téren tartottak, a Піккардійська Терція verziója rekviemként hangzott el. Ezt a változatot továbbá 2014 januárjában a fehérorosz újságíró és aktivista, Michail Zsiznyeuszki temetésén is előadták, mivel ez volt a kedvenc dala.
A dal tartalma és érzelmi ereje miatt végül egy nem hivatalos himnusszá vált a Jevromajdan-mozgalom áldozataira való emlékezésben.
Azóta a dalt gyakran adják elő az orosz–ukrán háború áldozatainak emlékére, különösen Kelet-Ukrajnában, Donbaszban.

## HasználataMariupol 2022-es ostromaalatt
2022-ben oroszpárti énekesek, Akim Apachev és Daria Frey előadták az "Egy kis kacsa úszik a Tiszában" című dalt, amelyet a mariupoli ostrom felvételei kísértek. Ugyanebben az évben az orosz állami televíziós csatorna, az RT, kiadott egy klipet a dalhoz, amelyet az Azovstal Acélgyár romjaiban vettek fel. A videót később eltávolította a YouTube, mivel megsértette a gyűlöletbeszédre vonatkozó politikáját.

## Szövege
A dal hat szakaszból áll, minden szakasz kétsoros, amelynek minden sorát egyszer megismétlik, így a szakasz négy versből áll.
A dal a „Egy kiskacsa úszik a Tiszán” szakasszal kezdődik. Ezután egy anya és fia beszélgetése következik, a fiút besorozták és idegen földre kell mennie. A párbeszédben először arra kéri az anyját, hogy ebben a sötét órában ne szidja őt. Ezután megkérdezi tőle, mi történne vele, ha idegen földön elesne. Az anya válasza szerint idegen emberek temetnék el őt. Ezután azt kérdezi, nem sajnálná-e ezt, és az anya válasza az, hogy nem sajnálná, ha ő a szívén feküdt volna. Végül az első versszakot, az „Egy kiskacsa úszik a Tiszán”-t még kétszer megismétlik.

## Fordítás
- Ez a szócikk részben vagy egészben  az   A Duckling swims in the Tisza című angol Wikipédia-szócikk ezen változatának fordításán alapul.  Az eredeti cikk szerkesztőit annak laptörténete sorolja fel. Ez a jelzés csupán a megfogalmazás eredetét és a szerzői jogokat jelzi, nem szolgál a cikkben szereplő információk forrásmegjelöléseként.
- Ez a szócikk részben vagy egészben  a   Plywe katscha po Tyssyni című német Wikipédia-szócikk ezen változatának fordításán alapul.  Az eredeti cikk szerkesztőit annak laptörténete sorolja fel. Ez a jelzés csupán a megfogalmazás eredetét és a szerzői jogokat jelzi, nem szolgál a cikkben szereplő információk forrásmegjelöléseként.